# The Man Comes Around
«The Man Comes Around» — заглавная песня с альбома Джонни Кэша American IV: The Man Comes Around, выпущенного в 2002 году. Сама песня написана за несколько лет до выхода альбома; однако Кэш обновил её для альбома. Это одна из последних песен, написанных Кэшем перед смертью. И припев и слова которые произнесенны вначале, песня содержит многочисленные библейские ссылки, особенно на Книгу Откровения.

## Символы и отсылки в тексте песни
В тексте песни есть многочисленные библейские отсылки. Отрывок из Откровения 6:1–2 в версии короля Якова. Начинает песню описываая пришествие Четырех Всадников Апокалипсиса, каждый из которых возвещается одним из «четырех зверей», впервые упомянутых в Откровении 4:6–9. Музыкальная часть начинается с того, что Кэш декламирует, что «человек» (Иисус Христос) однажды придет, чтобы совершить суд. Хор указывает, что эти события будут сопровождаться трубами (как в Откровении 8, 9, 11), флейтистами (Откр. 18:22) и «стомиллионом пением ангелов». Голос Господа в Откровении часто сравнивают со звуком громкой трубы (Откр. 1:10; 4:1; и 8:13). В Откровении 5:11 говорится, что Иоанн видел, что на Небесах миллионы ангелов.
Песня также ссылается на Притчу о десяти девах из Евангелия от Матфея (25:1–13) со словами «Все девы подстригают свои фитили», что является ссылкой на подготовку дев ко Второму пришествию Христа. Фраза «Трудно тебе идти против рожна» ссылается на Деяния 26:14, где апостол Павел описывает встречу с Иисусом во время путешествия в Дамаск. Это ссылка на греческую пословицу, в которой лягающийся вол только ранит себя, пытаясь лягнуть рожн, что призвано представлять тщетность сопротивления Господу.
В другом куплете песня упоминает мудрецов, которые преклоняются перед престолом Господа и бросают свои «золотые венцы» к ногам Бога. Откровение 4 относится к старейшинам, которые поклоняются Господу и «кладут свои венцы» перед Ним (Откровение 4:10). «Альфа и Омега» относится к самому Богу (Откр. 1:8, 11; 21:6, 22:13), но также и к крикам новорожденных и умирающих. «Всякий неправедный… и т. д.» — цитата из Откровения 22:11.

## В Культуре
- Песня использовалась во время начальных титров ремейка 2004 года «Рассвет мертвецов».
- Песня использовалась в последнем эпизоде первого сезона сериала «Терминатор: Хроники Сары Коннор».
- Песня использовалась в финальной сцене финального эпизода мини-сериала 2008 года «Поколение убийц».
- Песня использовалась в дебютном трейлере с живыми актерами для видеоигры 2011 года «Операция Флэшпойнт: Ред-Ривер».
- Песня использовалась в трейлере и саундтреке к фильму 2012 года «Убить их нежно».
- Песня использовалась во время монтажа Рэймонда Реддингтона, расследующего и казнящего членов нападения на него в одиннадцатом эпизоде первого сезона сериала «Черный список» на канале NBC.
- Песня использовалась во время финальных титров фильма «Логан».
- Песня использовалась в свадебной сцене фильма 2008 года «Девушка моего лучшего друга». Песня была использована в финальных титрах фильма 2003 года «Загнанный», в котором также присутствовал закадровый голос самого Кэша в начальных титрах.
- Песня была использована в финальной последовательности девятого эпизода первого сезона продолжения TNT «Даллас».
- Песня была использована в начальной последовательности 10-го эпизода 10-го сезона CSI: Место преступления «Лучше умереть».
- Песня используется в начальных титрах 16-го эпизода 3-го сезона «Мыслить как преступник» «Память слона».
- Песня была использована в трейлере и саундтреке к фильму 2022 года «Отец Стю».
- Пародийная версия песни была использована в телевизионном спецвыпуске 2024 года «Южный парк: Конец ожирения», отсылающем к ремейку 2004 года «Рассвет мертвецов», исполненному Треем Паркером.
- Песня была использована во втором трейлере фильма студии Sony 2024 года «Крэйвен-охотник» из вселенной Человека-паука.